# Koktokay
Koktokay, även känd som Fuyun, är ett härad prefekturen Altay, Xinjiang-regionen  i nordvästra Kina. DDen ligger omkring 390 kilometer nordost om regionhuvudstaden Ürümqi. 
Mer än 65 procent av befolkningen består av kazakhiska nomader. 
1931 inträffade en allvarlig jordbävning i området.